# Tiro ai Giochi della XXXIII Olimpiade - Pistola 10 metri aria compressa a squadre
La gara di pistola 10 metri aria compressa a squadre ai Giochi della XXXIII Olimpiade di Parigi si è svolta dal 29 al 30 luglio 2024 presso il poligono di tiro di Châteauroux. Hanno preso parte alla competizione 34 tiratori in rappresentanza di 12 nazioni.
La squadra serba, composta da Damir Mikec e Zorana Arunović, si è aggiudicata la medaglia d'oro, mentre la squadra turca e la squadra indiana hanno ottenuto rispettivamente l'argento e il bronzo.

## Record
Prima della competizione, il record del mondo e il record olimpico nella specialità pistola 10 metri aria compressa a squadre erano i seguenti:
| Record qualificazioni | Record qualificazioni | Record qualificazioni               | Record qualificazioni          |
| --------------------- | --------------------- | ----------------------------------- | ------------------------------ |
| Record mondiale       | 587                   | Manu Bhaker Chaudhary Saurabh India | 26 giugno 2021 Osijek, Croazia |
| Record olimpico       | 582                   | Manu Bhaker Chaudhary Saurabh India | 27 luglio 2021 Tokyo, Giappone |

## Programma
| Data           | Ora (UTC+2) | Evento               |
| -------------- | ----------- | -------------------- |
| 29 luglio 2024 | 09:15       | Qualificazioni       |
| 30 luglio 2024 | 9:30        | Finale per il bronzo |
| 30 luglio 2024 | 10:00       | Finale per l'oro     |
| Fonte:         |             |                      |

## Risultati

### Qualificazioni
| Pos.   | Nazione         | Atleti                | Serie | Serie | Serie | Totale | Note |
| Pos.   | Nazione         | Atleti                | 1     | 2     | 3     | Totale | Note |
| ------ | --------------- | --------------------- | ----- | ----- | ----- | ------ | ---- |
| 1      | Turchia 2       | Şevval İlayda Tarhan  | 97    | 97    | 97    | 582-18 | QG   |
| 1      | Turchia 2       | Yusuf Dikeç           | 99    | 98    | 94    | 582-18 | QG   |
| 2      | Serbia          | Zorana Arunović       | 97    | 98    | 97    | 581-24 | QG   |
| 2      | Serbia          | Damir Mikec           | 95    | 98    | 96    | 581-24 | QG   |
| 3      | India 1         | Manu Bhaker           | 98    | 98    | 95    | 580-20 | QB   |
| 3      | India 1         | Sarabjot Singh        | 95    | 97    | 97    | 580-20 | QB   |
| 4      | Corea del Sud 1 | Oh Ye-jin             | 97    | 98    | 94    | 579-18 | QB   |
| 4      | Corea del Sud 1 | Lee Won-ho            | 97    | 96    | 97    | 579-18 | QB   |
| 5      | Cina 2          | Li Xue                | 96    | 96    | 98    | 578-19 |      |
| 5      | Cina 2          | Zhang Bowen           | 98    | 94    | 96    | 578-19 |      |
| 6      | Germania 2      | Josefin Eder          | 96    | 92    | 96    | 577-21 |      |
| 6      | Germania 2      | Christian Reitz       | 98    | 98    | 97    | 577-21 |      |
| 7      | Corea del Sud 2 | Kim Ye-ji             | 99    | 98    | 96    | 577-16 |      |
| 7      | Corea del Sud 2 | Cho Yeong-jae         | 93    | 94    | 97    | 577-16 |      |
| 8      | Cina 1          | Jiang Ranxin          | 96    | 95    | 95    | 576-20 |      |
| 8      | Cina 1          | Xie Yu                | 96    | 99    | 95    | 576-20 |      |
| 9      | Germania 1      | Doreen Vennekamp      | 96    | 95    | 96    | 576-16 |      |
| 9      | Germania 1      | Robin Walter          | 96    | 97    | 96    | 576-16 |      |
| 10     | India 2         | Rhythm Sangwan        | 97    | 99    | 92    | 576-14 |      |
| 10     | India 2         | Arjun Singh Cheema    | 97    | 93    | 98    | 576-14 |      |
| 11     | Kazakistan      | Irina Yunusmetova     | 95    | 95    | 94    | 575-19 |      |
| 11     | Kazakistan      | Nikita Chiryukin      | 93    | 98    | 100   | 575-19 |      |
| 12     | Bulgaria        | Antoaneta Kostadinova | 97    | 93    | 98    | 574-19 |      |
| 12     | Bulgaria        | Kiril Kirov           | 97    | 94    | 95    | 574-19 |      |
| 13     | Ucraina         | Olena Kostevyč        | 96    | 93    | 96    | 572-19 |      |
| 13     | Ucraina         | Viktor Bankin         | 93    | 97    | 97    | 572-19 |      |
| 14     | Pakistan        | Kishmala Talat        | 97    | 97    | 93    | 571-17 |      |
| 14     | Pakistan        | Gulfam Joseph         | 92    | 98    | 94    | 571-17 |      |
| 15     | Turchia 1       | Şimal Yılmaz          | 96    | 91    | 96    | 569-24 |      |
| 15     | Turchia 1       | İsmail Keleş          | 94    | 95    | 97    | 569-24 |      |
| 16     | Lettonia        | Agate Rašmane         | 93    | 95    | 92    | 568-13 |      |
| 16     | Lettonia        | Lauris Strautmanis    | 94    | 97    | 97    | 568-13 |      |
| 17     | Francia         | Camille Jedrzejewski  | 96    | 93    | 96    | 565-17 |      |
| 17     | Francia         | Florian Fouquet       | 91    | 93    | 96    | 565-17 |      |
| Fonte: |                 |                       |       |       |       |        |      |

### Finali
| Pos.                      | Nazione               | Atleti                | Spari                 | Spari                 | Spari                 | Spari                 | Spari                 | Spari                 | Spari                 | Spari                 | Spari                 | Spari                 | Spari                 | Spari                 | Spari                 | Spari                 | Spari                 | Punti                 |
| Finale medaglia d'oro     | Finale medaglia d'oro | Finale medaglia d'oro | Finale medaglia d'oro | Finale medaglia d'oro | Finale medaglia d'oro | Finale medaglia d'oro | Finale medaglia d'oro | Finale medaglia d'oro | Finale medaglia d'oro | Finale medaglia d'oro | Finale medaglia d'oro | Finale medaglia d'oro | Finale medaglia d'oro | Finale medaglia d'oro | Finale medaglia d'oro | Finale medaglia d'oro | Finale medaglia d'oro | Finale medaglia d'oro |
| ------------------------- | --------------------- | --------------------- | --------------------- | --------------------- | --------------------- | --------------------- | --------------------- | --------------------- | --------------------- | --------------------- | --------------------- | --------------------- | --------------------- | --------------------- | --------------------- | --------------------- | --------------------- | --------------------- |
|                           | Serbia                | Zorana Arunović       | 8.9                   | 10.2                  | 9.2                   | 10.6                  | 8.5                   | 10.5                  | 10.2                  | 9.9                   | 10.8                  | 10.5                  | 9.6                   | 10.0                  | 10.0                  | 10.8                  | 9.4                   | 16                    |
| Damir Mikec               | Serbia                | 10.1                  | 9.6                   | 10.3                  | 10.1                  | 9.0                   | 9.7                   | 10.3                  | 9.2                   | 9.3                   | 9.9                   | 10.2                  | 10.0                  | 10.0                  | 10.5                  | 10.7                  |                       | 16                    |
| Totale spari              | Serbia                | 19.0                  | 19.8                  | 19.5                  | 20.7                  | 17.5                  | 20.2                  | 20.5                  | 19.1                  | 20.1                  | 20.4                  | 19.8                  | 20.0                  | 20.0                  | 21.3                  | 20.1                  |                       | 16                    |
|                           | Turchia 2             | Şevval İlayda Tarhan  | 9.3                   | 9.6                   | 9.4                   | 10.7                  | 9.3                   | 9.3                   | 10.1                  | 10.4                  | 10.0                  | 10.2                  | 7.3                   | 10.0                  | 9.9                   | 9.7                   | 10.2                  | 14                    |
| Yusuf Dikeç               | Turchia 2             | 9.0                   | 10.3                  | 10.2                  | 10.6                  | 10.1                  | 10.6                  | 9.9                   | 10.5                  | 9.2                   | 9.5                   | 10.8                  | 10.7                  | 10.4                  | 10.6                  | 9.1                   |                       | 14                    |
| Totale spari              | Turchia 2             | 18.3                  | 19.9                  | 19.6                  | 21.3                  | 19.4                  | 19.9                  | 20.0                  | 20.9                  | 19.2                  | 19.7                  | 18.1                  | 20.7                  | 20.3                  | 20.3                  | 19.3                  |                       | 14                    |
| Finale medaglia di bronzo |                       |                       |                       |                       |                       |                       |                       |                       |                       |                       |                       |                       |                       |                       |                       |                       |                       |                       |
|                           | India 1               | Manu Bhaker           | 10.2                  | 10.7                  | 10.4                  | 10.7                  | 10.5                  | 10.0                  | 10.6                  | 8.3                   | 10.0                  | 10.5                  | 9.6                   | 10.6                  | 9.4                   | N.D.                  | N.D.                  | 16                    |
| Sarabjot Singh            | India 1               | 8.6                   | 10.5                  | 10.4                  | 10.0                  | 9.6                   | 10.2                  | 9.4                   | 10.2                  | 10.5                  | 10.3                  | 9.7                   | 10.2                  | 10.2                  | N.D.                  | N.D.                  |                       | 16                    |
| Totale spari              | India 1               | 18.8                  | 21.2                  | 20.8                  | 20.7                  | 20.1                  | 20.2                  | 20.0                  | 18.5                  | 20.5                  | 20.8                  | 19.3                  | 20.8                  | 19.6                  | N.D.                  | N.D.                  |                       | 16                    |
| 4                         | Corea del Sud 1       | Oh Ye-jin             | 10.4                  | 10.0                  | 9.1                   | 9.9                   | 9.8                   | 9.8                   | 9.9                   | 10.4                  | 9.7                   | 9.6                   | 9.0                   | 10.2                  | 9.5                   | N.D.                  | N.D.                  | 10                    |
| 4                         | Corea del Sud 1       | Lee Won-ho            | 10.1                  | 9.9                   | 10.7                  | 10.6                  | 9.7                   | 10.8                  | 9.8                   | 10.3                  | 10.7                  | 9.8                   | 10.8                  | 10.8                  | 9.0                   | N.D.                  | N.D.                  | 10                    |
| 4                         | Corea del Sud 1       | Totale spari          | 20.5                  | 19.9                  | 19.8                  | 20.5                  | 19.5                  | 20.6                  | 19.7                  | 20.7                  | 20.4                  | 19.4                  | 19.8                  | 21.0                  | 18.5                  | N.D.                  | N.D.                  | 10                    |
| Fonte:                    |                       |                       |                       |                       |                       |                       |                       |                       |                       |                       |                       |                       |                       |                       |                       |                       |                       |                       |